# Brian Bressendorff
Brian Bressendorff (født 24. november 1987) er en dansk politiker, som fra 7. oktober 2021 til 31. maj 2022 var midlertidigt folketingsmedlem for Socialdemokratiet som stedfortræder for Mette Gjerskov. Bressendorff var opstillet i Vordingborgkredsen til folketingsvalget 2019. Han var kredsens socialdemokratiske folketingskandidat fra 2016 til 2023. Ved folketingsvalget i 2019 fik han 3.141 personlige stemmer i Sjællands Storkreds.

## Uddannelse og arbejdsliv
Brian Bressendorff er uddannet fra Syddansk Universitet og har derfra en bachelorgrader i Science in Business Administration and Management. Han har også en Master Of Public Affairs fra Sciences Po i Paris.
Inden Bressendorff kom i folketinget arbejdede han som strategi konsulent for SKAT. Han forlod Skat i 2023 hvor han blev ansat på Novo Nordisk.

## Politisk karriere
Brian Bressendorff har siden 2014 været næstformand for Socialdemokratiets klima-, miljø og teknik udvalg, som er med til at udvikle den politiske dagsorden i partiet. Han var fra 2016 folketingskandidat for Socialdemokratiet i Vordingborgkredsen, og fra 7. oktober 2021 til 31. marts 2022 kredsens eneste folketingsmedlem hvor han var afløser for Mette Gjerskov som var sygemeldt. Lørdag den 28. oktober 2023 trak Brian Bressendorff sig som folketingskandidat i Vordingborgkredsen.  I 2024 blev Bressendorff afløst som folketingskandidat af Valdemar Alban.